# Українське фізичне товариство
Украї́нське фізи́чне товари́ство, УФТ — всеукраїнська неприбуткова громадська організація, що об'єднує на основі професійних інтересів громадян України, іноземних громадян та осіб без громадянства, які працюють в галузі фундаментальної і прикладної фізики та її викладання. Засноване в 1990 році. УФТ є колективним членом Європейського фізичного товариства (ЄФТ).

## Діяльність
Метою Товариства є задоволення та захист творчих інтересів фізиків, сприяння створенню умов для їх роботи, розвитку фізичної освіти та фізичної науки і впровадженню наукових, технічних та методичних розробок в практику. Товариство взаємодіє з вітчизняними, зарубіжними та міжнародними науковими, освітніми та фаховими організаціями.
УФТ  бере  активну  участь  у  роботі  редколегій провідних  вітчизняних наукових журналів, таких як «Український фізичний журнал» (Київ), «Журнал фізичних досліджень» (Львів), «Фізика напівпровідників, квантова електроніка та  оптоелектроніка» (Київ), «Фізика  металів  та  новітні  технології»  (Київ), «Досягнення  у  фізиці  металів» (Київ),  «Порошкова  металургія  та  металічні кераміки» (Київ), «Фізика   низьких   температур» (Харків), Фізика конденсованого  стану  (Львів),  «Сенсорна  електроніка  та  мікросистемні технології»  (Одеса), «Світ фізики» (видання для молоді, Львів), «Країна знань» (видання для молоді, Київ) та інші.
В 2016 році УФТ виступило із Зверненням до наукової спільноти України не публікуватися у російських журналах і не брати участі у російських конференціях: 
|                                                 | Складовою війни є війна за голови. Вона не менш важлива, може й набагато важливіша, ніж війна за територію. І голови науковців далеко не найгірший трофей у сьогоднішній гібридній війні. І тут можуть бути різні рівні нашої поразки, нашої капітуляції. Найпростіший з них – наші публікації в російських журналах. Процес наступний. Ми: «Глубокоуважаемый..! С благодарностью…С наилучшими пожеланиями…, Ваш…» - Зважились, переступили? Стали дійсно їхніми, або нещирими. Вони: «Какие же мы агрессоры? Какая война? Ведь украинские ученые публикуются в наших журналах, приезжают на наши конференции, семинары!»; І далі ми вже «мовчимо в тряпочку». Нас майже немає. Що це, як не капітуляція? |
| — Українське фізичне товариство, офіційний сайт | |

## Керівництво
Станом на 2016 рік:
Президент — І. О. Анісімов;
віце-президенти — Я. С. Лєпіх
Президенти у попередні роки
В. Г. Бар'яхтар (1990—1995),
І. С. Горбань (1995—1998),
С. М. Рябченко (1998—2001),
І. О. Вакарчук (2001—2004)
В. Г. Литовченко (2004—2013)
М. В. Стріха (2013—2016)

## Відомі вчені УФТ
- Вільчинський Станіслав Йосипович
- Ольховський Владислав Сергійович
- Шендеровський Василь Андрійович
- Рувінський Марк Аунович